# Heiligste Dreifaltigkeit (Schopflohe)

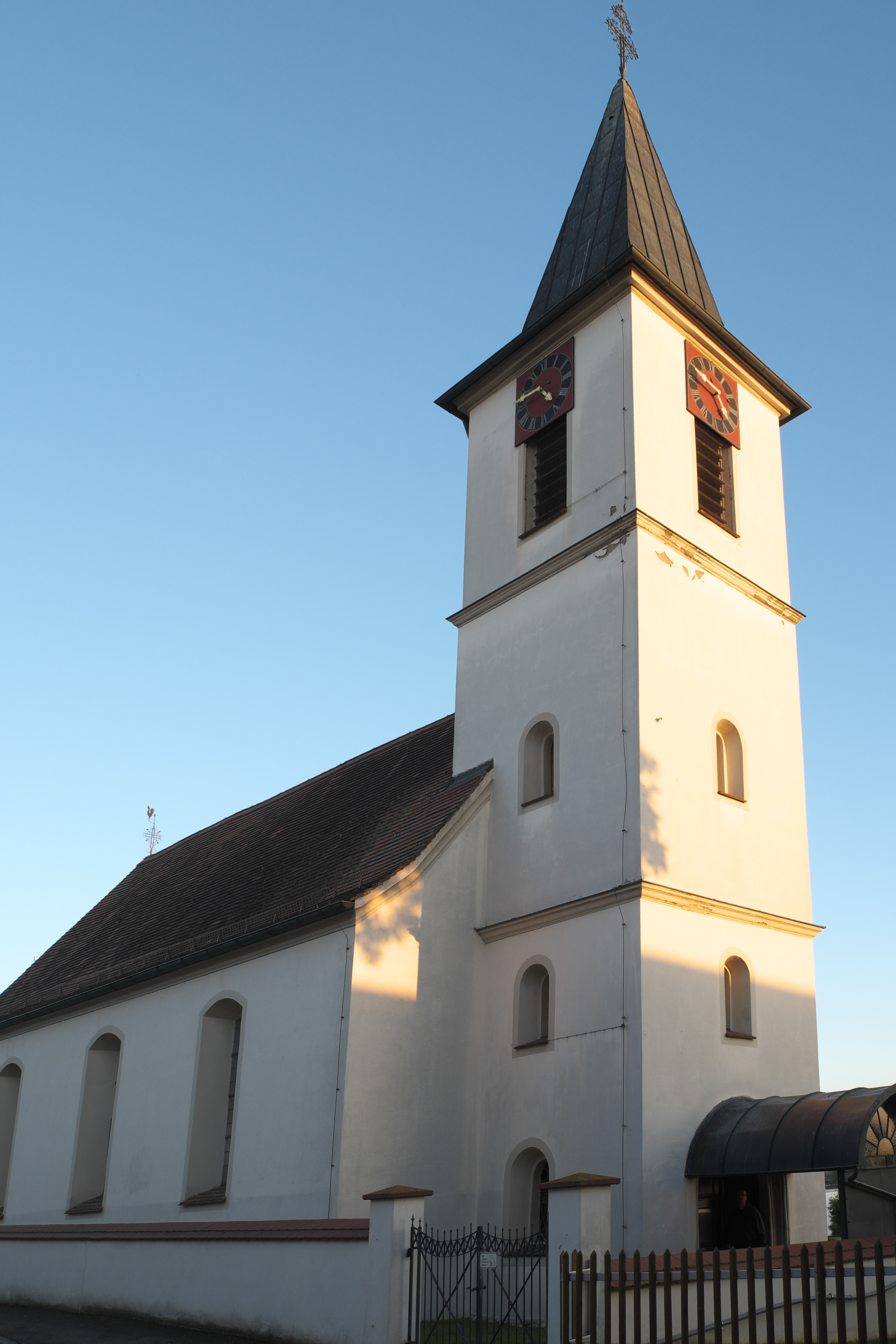
Heiligste Dreifaltigkeit in Schopflohe

Die römisch-katholische Pfarrkirche Heiligste Dreifaltigkeit steht in Schopflohe, einem Gemeindeteil von Fremdingen im schwäbischen Landkreis Donau-Ries von Bayern. Das Bauwerk ist in der Liste der Baudenkmäler in Fremdingen als Baudenkmal unter der Nr. D-7-79-147-35 eingetragen. Die Pfarrei gehört zum Dekanat Nördlingen des Bistums Augsburg.

## Beschreibung
Die Saalkirche wurde 1771 errichtet. Sie besteht aus einem Langhaus, einem halbrund geschlossenen Chor im Osten. 1880 wurde das Langhaus nach Westen verlängert und ein Fassadenturm auf quadratischem Grundriss angebaut, dessen oberstes Geschoss die Turmuhr und den Glockenstuhl mit drei Kirchenglocken beherbergt, und der mit einem spitzen Helm bedeckt ist. Der Innenraum des Langhauses ist mit einer Flachdecke überspannt. Im Chor befindet sich ein Altarkreuz, das von den Statuen der Maria und des Josef flankiert wird. Auf der Empore steht die Orgel.